# Aspásia Camargo
Aspásia Brasileiro Alcântara de Camargo (Río de Janeiro, 6 de febrero de 1946) es una socióloga, ambientalista, profesora y política brasileña afiliada al Partido de la Social Democracia Brasileña. 
Profesora de Sociología y Ciencias Políticas de la Universidad del Estado de Río de Janeiro y de la Fundación Getúlio Vargas (FGV), en la FGV creó el Centro de Investigación y Documentación de Historia Contemporánea de Brasil (CPDOC) y el Centro Internacional de Desarrollo Sostenible (CIDS), órgano volcado en el estudio, la reflexión, la promoción y la diseminación del concepto de desarrollo sostenible. Fue también Secretaria de Cultura del Estado de Río de Janeiro en el gobierno de Moreira Franco, Presidente del Instituto de Investigación Económica Aplicada (IPEA); y Secretaria Ejecutiva del Ministerio de Medio ambiente.

## Biografía
Nació en la ciudad de Río de Janeiro, en el barrio de Realengo en 1946, en la Hacienda del Bananal junto a la Sierra del Barata donde vivía su abuela materna. Hija de Norma Alcântara, nieta de portugueses y de José Brasileiro Alcântara, militar, Aspásia tuvo una juventud itinerante típica de una familia de militar. Con sus padres y su hermano más joven Júlio Sérgio, vivió también en Vila Isabel, Jacarepaguá, Alegrete en el Río Grande del Sur, y Campo Grande en el Mato Grueso del Sur. Su padre,general de caballería, apasionado de los deportes equestres fue vicecampeón brasileño de doma clásica. Como docente enseñaba historia, era poeta y lector asiduo, inspirando en su hija la misma pasión. Su madre también era una lectora voraz y fue en la biblioteca familiar donde Aspásia leyó sus primeros libros.
Completó la enseñanza media en el Instituto La-Fayette, tradicional escuela de Río de Janeiro en el barrio de la Tijuca, y fue a la Universidad Federal de Río de Janeiro (UFRJ).
Conoció a su primer marido, el escultor brasileño Sérgio Camargo, en 1965 cuando el artista viajó de Francia, donde vivía, para presentar sus trabajos en la Bienal de São Paulo. Camargo era hermano de una de sus mejores amigas, Sonia Camargo, quien los presentó. Se casaron en 1967 y Aspásia se mudó a París donde inició sus estudios.
La primera hija de la pareja, Maria Camargo, nació en 1971 cuando la pareja vivía en una casa en la Rue Lecourbe, aún en París. La pareja y su hija retornaron a Brasil en 1974, cuando Aspásia, embarazada de 4 meses perdió al que sería el segundo hijo de la pareja. Irene, la segunda y última hija de la pareja nació en Río de Janeiro en 1978.
Sérgio Camargo murió en 1990, y Aspásia se casó por segunda vez con el ingeniero José Antonio Pessoa de Araujo.
Tiene cuatro nietos, Miguel, Clara, Nina y João, hijos de su hija mayor Maria. Vive en Ipanema con su hija más joven Irene, que tiene autismo.

## Trayectoria académica
Se formó en la Universidad Federal de Río de Janeiro (UFRJ) en 1964 en Ciencias Sociales y en 1966, a los 23 años, fue asistente del profesor Candido Mendes en la PUC-Río. En la Unión Nacional de los Estudiantes (UNE), fue asesora en las gestiones de Vinicius Caldeira Brant y José Sierra.
En 1967 en París ingresó en la Escuela de Estudios Superiores en Ciencias Sociales y en la Universidad de París donde hizo su máster en el área de ciencias sociales. A continuación comenzó su doctorado sobre "As Ligas Camponesas e o Movimento Camponês no Nordeste", con la supervisión del profesor Alain Touraine, con quien también fue profesora-asistente. Con Touraine estudió el movimiento ecologista y antinuclear, el movimiento feminista y las propuestas alternativas para una sociedad posindustrial, con nuevos actores sociales y un nuevo modelo de desarrollo.
Volvió a Brasil y a Río de Janeiro en 1974 e ingresó en la Fundación Getulio Vargas invitada por Celina Vargas de Amaral Peixoto para organizar el Centro de Investigación y Documentación de Historia Contemporánea de Brasil (CPDOC) donde fue coordinadora del Sector de Investigaciones y de Historia Oral. Al frente de este proyecto (1974-1991) entrevistó a grandes nombres de la historia brasileña como Amaral Peixoto, Afonso Arinos y Oswaldo Araña y publicó incontables libros y artículos sobre la Era Vargas, la cuestión agraria y la redemocratización del país. Desde 1975 fue profesora de la UERJ - Universidad del Estado de Río de Janeiro.
En 1991, se transfirió para la Escuela Brasileña de Administración Pública (EBAPE), donde organizó el Forum FGV, que dio impulso a la nueva Ley de Propiedad Industrial y lanzó, por primera vez, la propuesta de un Nuevo Pacto Federativo en una mesa redonda que contó con Mario Henrique Simonsen, Francisco Dornelles y Eduardo Suplicy.
También en 1991, fue elegida la primera mujer Presidenta de la Asociación Nacional de Pos Graduación e Investigaciones en Ciencias Sociales - ANPOC.
Implementó la Agenda 21 Brasileña, cuando se creó la Comisión de Desarrollo Sostenible, compuesta por miembros de la sociedad civil y del gobierno. La Agenda 21 pretendía responder a los compromisos internacionales de la Conferencia Río 92 y de la Agenda 21 Global. Aspásia fue escogida por la Comisión como su redactora y coordinadora de su versión final, que presentó 21 propuestas para cambiar Brasil en una década.

## Trayectoria política
Los últimos años de su vida académica, Aspásia se centró en el perfeccionamiento del federalismo cooperativo y en los fórums regionales y consorcios intermunicipales. Buscaba soluciones capaces de reducir las carencias de las regiones más pobres de Brasil, combinando sus vocaciones económicas y la defensa de sus ecosistemas. Se interesaba también por el fortalecimiento de las identidades regionales y locales y fue invitada por el exgobernador de Río de Janeiro Moreira Franco a asumir la Secretaría de Cultura del Estado de Río de Janeiro.

### Secretaría de Cultura del Estado de Río de Janeiro
Aspásia asumió la Secretaría Provincial de Cultura en 1989 encontrando el sector en situación precaria en el estado. En los teatros, museos y escuelas, faltaban hasta lámparas, que los directores compraban del propio bolsillo. Aspásia dejó la secretaría organizada, con el presupuesto descentralizado y recuperó el Museo de la Imagen y del Sonido. Con Mario Suenes definió una nueva política de teatros.
Con base en su visión del Pacto Federativo, implementó el Plan de Integración Cultural, estimulando mayor autonomía e intensificación de la red de cambios con el interior del estado y fue Presidenta del Fórum de Secretarios de Cultura.

### Presidenta del Instituto de Investigación Económica Aplicada
En 1993 Aspásia asumió la Presidencia del IPEA, cerebro del Ministerio de la Planificación encargado de los análisis sobre la economía y las políticas sociales. La institución estaba abandonada, sin presupuesto y sin estructura. Aspásia implementó una nueva estructura en alianza con la Cámara de los Diputados, y restauró su presupuesto. En su gestión promovió un amplio debate nacional con el Fórum Brasil, sobre el nuevo modelo de desarrollo, la emergencia de la cuestión urbana y las nuevas políticas sociales y educativas.

### Secretaría ejecutiva del Ministerio del Medio ambiente
En 1995, fue nombrada Secretaria Ejecutiva del Ministerio del Medio ambiente, de los Recursos Hídricos y de la Amazonia Legal, segundo cargo más alto del ministerio. Trabajó codo con codo con el entonces Ministro del Medio ambiente Gustavo Krause y con el presidente Fernando Henrique Cardoso para resguardar el patrimonio ecológico del país.
Abrió el ministerio a la participación de la sociedad civil y de organizaciones no gubernamentales. Fue representante de Brasil en los más importantes fórums internacionales, tales como: Convención de las Naciones Unidas sobre Biodiversidad, en 1997, en Jacarta, Indonesia. Co-presidió con John Gummer, Viceministro de Medio ambiente de Reino Unido, en Londres, workshop sobre Océanos; Participó de reuniones preparatorias de la Comisión Internacional de Desarrollo Sostenible, en Dresde, en Alemania junto a Angela MerkelFue organizadora, por el Ministerio del Medio ambiente, de la Conferencia Río+5 y de la iniciativa conjunta Brasil, Alemania, Sudamérica y Singapur. Fue coordinadora de la Comisión Brasileña de Desarrollo Sostenible y Agenda 21. La Agenda 21 visaba honrar los compromisos internacionales de la Conferencia Río-92 y de la Agenda 21 Global. Fue escogida por la referida comisión, como redactora del documento y coordinadora en su versión final, que presentó 21 propuestas para cambiar lo Brasil en una década.

### Concejala de Río de Janeiro (2005-2011)
En 2001, Aspásia se afilió al Partido Verde como consecuencia natural de su trabajo en la Secretaría de Medio ambiente y también de sus estudios con Alain Touraine en Francia, con quienes estudió los movimientos ecológicos y posindustriales.
En 2002, solamente un año después de su afiliación, el partido pidió que Aspásia se presentara como candidata al Gobierno del Estado de Río de Janeiro. En una campaña de grandes dificultades y mucha creatividad, compitió contra los grandes partidos y nombres como Rosinha Garotinho (PMDB) y Benedita de Silva (PT),obteniendo 20.405 votos.
En 2006 de nuevo aceptó la petición del Partido Verde y se presentó candidata a diputada federal, consiguiendo 10.090 votos y ocupando la tercera suplencia.

#### Primer mandato (2005-2008)
Aspásia fue electa concejala de la ciudad de Río de Janeiro por primera vez en las elecciones de 2004 con 15.291 votos. Tuvo participación activa en la Cámara Municipal participando de diversas comisiones y presentando incontables Proyectos de Ley de relevancia.
Fue Relatora de la Comisión Parlamentaria de Salud, que concluyó que los hospitales municipales se encontraban en una situación muy precaria donde faltaba, por encima de todo, una jerarquía clara que organizara e integrara las redes de hospitales públicos de la ciudad. Presidió la CPI del Desorden Urbano Archivado el 3 de marzo de 2016 en Wayback Machine., tema que acabó volcando una de sus grandes banderas. Más de 3.000 denuncias fueron hechas para la CPI y el Disque Desorden, creado por la comisión, que sigue operando y encaminando denuncias. Diversos Proyectos de Ley que Aspásia presentó como concejala buscaban solucionar problemas encontrados en esta CPI, como el PL 1734/2008 que determina la instalación de cuartos de baño públicos en todos los barrios del municipio y lo 1917/2008 que dispone sobre el uso de las calzadas.
Instituyó y presidió la Comisión de Ciencia y Tecnología y la Comisión del Medio ambiente y fue representante de la Cámara Municipal en el CONSEMAC, Consejo Municipal de Medio ambiente. El medio ambiente fue otra gran bandera que Aspásia buscó defender a través de diversas leyes, de entre ellas la Ley 4532/2006 que prohíbe la utilización de madera no certificada por los poderes públicos y la Ley 4969/2008 que define los principios y directrices para la gestión de residuos sólidos en el municipio.
Durante sus cuatro años de mandato, Aspásia también homenajeó personalidades e instituciones de peso como Fernando Chacel, Ivo Pitanguy y el Afro Reggae.
En 2007, participó de la COP 13, en Bali, Filipinas, la 13.ª Reunión de la ONU para el Medio ambiente.

#### Segundo mandato (2009-2011)
Fue reelegida en 2008 con 31.880 votos, la novena concejala más votada del municipio. En 2009 fue elegida Presidenta de la Comisión de Ciencia y Tecnología y de la Comisión Especial del Plan Director, un plan decenal fundamental para la planificación y el desarrollo ordenamiento de la ciudad.
La participación de la sociedad y la transparencia en el proceso legislativo siempre fueron una preocupación de la Aspásia en la conducción del Plan Director dentro del Legislativo. Organizó incontables audiencias en la Cámara y coordinó el Forum Pacto Carioca, que reunió más de 500 miembros de la sociedad civil y especialistas para tratar de asuntos cruciales para la ciudad, como transporte, educación y salud.
En 2009, Aspásia presentó el Proyecto de Ley 263/2009 que estableció metas de reducción de emisiones de gases de efecto invernadero para el municipio, y fue coautora de la Resolución 1133/2009 que instituí el Código de Ética y Decoro Parlamentario de la Cámara Municipal de Río de Janeiro.
También en 2009 participó en la COP 15, en Copenhague, Dinamarca, 15.ª Reunión de la ONU para el Medio ambiente. El año siguiente, 2010, integró la delegación brasileña en la Cop 16, en Cancún, México.
En diciembre de 2010, durante sus últimos días como concejala de la capital, fueron aprobados en la Cámara el Plano Director de Desarrollo Urbano y Sostenible de la ciudad de Río de Janeiro y la Ley Aspásia Camargo de Cambios Climáticos, que establece meta de reducción de Gases de Efecto Invernadero en la ciudad del 20%, hasta 2020.

### Diputada provincial (2011-2015)
Defendió, junto con Alfredo Sirkis, su candidatura al senado para dar soporte la campaña de Marina Silva a presidenta de la República, pero las conjunciones políticas locales no permitieron. Lo que llevó a Marina a pedirle que se presentara a la Asamblea Legislativa del Estado de Río de Janeiro en las elecciones de 2010. Electa con  34.733 votos, tomó posesión de su cargo en 2011. 
Como diputada provincial de Río de Janeiro, fue, junto con el diputado Sabino (PSC), autora de la Ley 5.975 que instituye el año de 2011 como el "Año Provincial de las Florestas",  sancionada por el exgobernador Sérgio Cabral. Aspásia también protocoló en la Asamblea Legislativa la Propuesta de Enmienda Constitucional (PEC) que prohibía la construcción de fábricas nucleares en el estado de Río de Janeiro. Presidió la Comisión Permanente de Saneamiento Ambiental, miembro de la Comisión Permanente de Cultura, miembro de la Comisión Especial para estimular acciones que contribuyan para el desarrollo económico y social de la región de la Bajada Litorânea, miembro de la Comisión Parlamentaria de Interrogatorio que investiga la práctica de emisión de bolsas estudantis falsas, suplente de la Comisión Permanente de Ciencia y Tecnología y, junto las demás diputadas, creó el Frente Parlamentaria Femenina.

### Participaciones en elecciones
En 2016, una nueva invitación le llevó al Partido de la Social Democracia Brasileña (PSDB). El mismo año, fue candidata a las elecciones municipales como vicealcaldesa en la lista encabezada por Carlos Osorio, lograron ser el sexto partido más votado con 261.286 votos.
En las elecciones de 2018 fue candidata a senadora por el estado de Río de Janeiro por el PSDB. La candidatura de la exdiputada provincial fue anunciada en la convención provincial del PSDB, realizada el día 3 de agosto de 2018 en la sede provincial del partido, en el Centro. 
En la misma ocasión, el PSDB apoyó oficialmente la candidatura del exalcalde de Río de Janeiro Eduardo Paes (DEM) para el Gobierno del Estado de Río de Janeiro. En la elección, Aspasia obtuvo 248.868 votos (1,78% del total de votos válidos), no siendo elegida para el puesto disputado.

## Obras
- “Artes da Política: Diálogos com Amaral Peixoto”, seu depoimento ao CPDOC, organizado por Aspásia Camargo, Lúcia Hippolíto, Maria Celina Soares D´Araújo e Dora Flaksman
- “Autoritarismo e Populismo: Bipolaridade no Sistema Político Brasileiro” - Neste livro Aspásia Camargo fala sobre “O Estado e as Oligarquias”, e o “Estado e Mobilização Política.”
- “Brasil Portugal: O Diálogo dos 500 Anos” - Uma incursão de Sociologia Histórica nas raízes da nacionalidade e no processo de construção do Estado Nacional e da identidade sócio-cultural brasileira.
- “Continuidade e Mudança no Brasil da Nova República” - Os artigos de Aspásia e de Eli Diniz, com quem divide o livro, são uma análise do atual processo de transição política.
- “Estado, Participação Política e Democracia” - Aspásia Camargo escreve sobre o tema carísma e personalidade política com uma análise focada em Getúlio Vargas.
- “Meio Ambiente Brasil: Avanços e Obstáculos Pós Rio 92”
- “Meio Ambiente no Século 21” - Aspásia Camargo, Alfredo Sirkis, Leonardo Boff, Fernando Almeida e Fernando Gabeira, entre outros, falam sobre as questões ambientais nas suas áreas de conhecimento.
- “Meio século de combate: diálogo com Cordeiro de Farias“ Ed. Nova Fronteira, 1981. Livro, entrevista (com o biografado) e biografia de Cordeiro de Farias, com Walder Goés.
- “1937: O Golpe Silencioso” - Obra de reconhecida competência da equipe do CPDOC da Fundação Getúlio Vargas, que alia fonte documental à interpretação histórica.
- “O Intelectual e o Político: Encontros com Afonso Arinos” – Escrito por Aspasia Camargo, Maria Tereza Lopes Teixeira, e Maria Clara Mariani
- “Oswaldo Aranha: A Estrela da Revolução” – Interpretações retratadas por Aspásia Camargo, João Hermes Pereira de Araújo e Mario Henrique Simonsen.
- “Problemas Brasileiros: O Novo Pacto Federativo” – Nesse livro Aspásia Camargo fala sobre o novo pacto federativo e uma mudança que mexa com as antigas estruturas brasileiras.